# キ12 (航空機)
中島 キ12
- 用途：戦闘機
- 分類：戦闘機
- 設計者：森重信[1]
- 製造者：中島飛行機
- 運用者：大日本帝国陸軍
- 生産数：1機
- 運用状況：退役

キ12は、第二次世界大戦前に日本陸軍のために試作された、単発・単葉・単座の戦闘機である。設計・製造は中島飛行機。日本で初めて油圧式の引込脚を持つ戦闘機だったが、安定性不良等の理由で不採用となった。

## 概要
1935年（昭和10年）、陸軍はフランスから輸入したドボワチン D.510Jを参考にして、イスパノ・スイザ モーターカノン付エンジンを搭載した新型戦闘機の試作を中島に指示した（一方、海軍では九六式艦上戦闘機に同エンジンを搭載した九六式三号艦上戦闘機を三菱に試作させた）。中島ではフランスから招請した技師の指導により、1936年（昭和11年）10月に試作第1号機を完成させた。
キ12の外見はD.510Jと似ていたが、主脚は油圧式の完全引込脚で尾輪も引込式であった。これは、日本の戦闘機としては初めての試みだった。また主翼はスプリットフラップを採用し、翼形状も改められていた。武装は7.7mm機関銃とモーターカノン式の20mm機関砲で、当時の陸軍機としては重武装であった。
しかし飛行審査では、当時の他の機種（九七式戦闘機の原型となるPE実験戦闘機と比較された）と比べて運動性が劣り安定性が不足していると評価された。元々本機は重戦闘機的な傾向を有していたため仕方のないことではあったが、陸軍では格闘性能を重視していたため本機は不採用となった。また、当時の日本の技術力ではモーターカノン付エンジンの量産が困難だったことも、本機が不採用となった理由の一つであった。陸軍機として初めて20mm機関砲、油圧式引込脚、スプリットフラップを採用した革新的な機体であったが、結局生産は試作機1機で終わった。

## スペック
- 全長： 8.30 m
- 全幅： 11.00 m
- 全高： 3.30 m
- 翼面積： 17.0 m2
- 自重： 1,400 kg
- 全備重量： 1,900 kg
- エンジン： イスパノ・スイザ 12Xcrs 液冷V型12気筒エンジン 690 hp×1
- 最大速度： 480 km/h
- 航続距離： 800 km
- 武装： 
  - 7.7 mm機関銃×2
  - 20 mm機関砲×1（モーターカノン）
- 乗員： 1 名